# Tanganhuato
Tanganhuato es una localidad del estado mexicano de Guerrero. Es parte del municipio de Pungarabato.

## Toponimia
El nombre «Tanganhuato» proviene de los términos en purépecha: tangan, clima templado; huato, cerro. Su significado es «Cerro de clima templado».

## Demografía
| Gráfica de evolución demográfica |
|                                  |

| Censo | Población |
| ----- | --------- |
| 1910  | 592       |
| 1921  | 895       |
| 1930  | 816       |
| 1940  | 888       |
| 1950  | 1 075     |
| 1960  | 1 290     |
| 1970  | 1 435     |
| 1980  | 1 769     |
| 1990  | 2 330     |
| 2000  | 2 917     |
| 2010  | 3 236     |
| 2020  | 3 264     |